# 弗拉基米爾·加杰夫
弗拉基米爾·加杰夫（1987年7月18日—）是一位保加利亞足球運動員，在場上的位置是中場。他現在效力於保加利亞足球甲級聯賽球隊索菲亞列夫斯基足球俱樂部。他也代表保加利亞國家足球隊參賽。

## 外部連結
Vladimir Gadzhev（简体中文）